# Eupanthalis elongata
Eupanthalis elongata är en ringmaskart som först beskrevs av Treadwell 1931.  Eupanthalis elongata ingår i släktet Eupanthalis och familjen Acoetidae. Inga underarter finns listade i Catalogue of Life.